# Puchar Heinekena (2005/2006)
Puchar Heinekena 2005/2006 – jedenasta edycja Pucharu Heinekena, pierwszego poziomu europejskich klubowych rozgrywek w rugby union. Zawody odbyły się w dniach 21 października 2005 – 20 maja 2006 roku.
Najwięcej punktów w sezonie zdobył Felipe Contepomi, zaś trzech zawodników zdobyło po sześć przyłożeń będących najlepszym wynikiem tej edycji.

## Faza grupowa

### Grupa A
| 21 października 200519:30 | Sale Sharks                                                          | 27:13(9:10) | Munster                                      | Edgeley Park, Stockport Widzów: 10 704 |
| 21 października 200519:30 | Charlie Hodgson 17 (pd 5K) Jason Robinson 5 (P) Sililo Martens 5 (P) | 27:13(9:10) | Frankie Sheahan 5 (P) Ronan O’Gara 8 (pd 2K) | Edgeley Park, Stockport Widzów: 10 704 |
| 21 października 200519:30 | Ignacio Fernadez Lobbe                                               | 27:13(9:10) | Frankie Sheahan                              | Edgeley Park, Stockport Widzów: 10 704 |

| 22 października 200518:15 | Castres                                                                      | 29:24(14:3) | Dragons                                                         | Stade Pierre-Antoine, Castres Widzów: 6 451 Sędzia: Alain Rolland |
| 22 października 200518:15 | David Roumieu 5 (P) Laloaoa Milford 10 (2P) Laurent Marticorena 14 (P 3pd K) | 29:24(14:3) | Craig Warlow 9 (3pd K) Gareth Cooper 5 (P) Gareth Wyatt 10 (2P) | Stade Pierre-Antoine, Castres Widzów: 6 451 Sędzia: Alain Rolland |

| 28 października 200519:30 | Dragons                                | 11:38(6:21) | Sale Sharks | Rodney Parade, Newport Widzów: 7 327 Sędzia: Christophe Berdos |
| 28 października 200519:30 | Craig Warlow 6 (2K) Gareth Wyatt 5 (P) | 11:38(6:21) | Charlie Hodgson 18 (P 5pd K) Daniel Larrechea 5 (P) Elvis Sevealii 5 (P) Ignacio Fernández Lobbe 5 (P) Mark Cueto 5 (P) | Rodney Parade, Newport Widzów: 7 327 Sędzia: Christophe Berdos |
| 28 października 200519:30 | Andrew Hall · Peter Sidoli             | 11:38(6:21) | | Rodney Parade, Newport Widzów: 7 327 Sędzia: Christophe Berdos |

| 29 października 200517:15 | Munster | 42:16(19:13) | Castres                                            | Thomond Park, Limerick Widzów: 13 500 Sędzia: Dave Pearson |
| 29 października 200517:15 | Anthony Horgan 5 (P) Donncha O’Callaghan 5 (P) Jeremy Manning 3 (K) Jerry Flannery 5 (P) John Kelly 5 (P) Ronan O’Gara 14 (4pd 2K) Trevor Halstead 5 (P) | 42:16(19:13) | Laurent Marticorena 11 (pd 3K) Romain Teulet 5 (P) | Thomond Park, Limerick Widzów: 13 500 Sędzia: Dave Pearson |
| 29 października 200517:15 | Shaun Payne | 42:16(19:13) |                                                    | Thomond Park, Limerick Widzów: 13 500 Sędzia: Dave Pearson |

| 9 grudnia 200520:30 | Castres                                             | 16:20(7:10) | Sale Sharks                                                        | Stade Pierre-Antoine, Castres Widzów: 6 500 Sędzia: Alan Lewis |
| 9 grudnia 200520:30 | Federico Capo Ortega 5 (P) Romain Teulet 11 (pd 3K) | 16:20(7:10) | Charlie Hodgson 10 (2pd 2K) Jason Robinson 5 (P) Jason White 5 (P) | Stade Pierre-Antoine, Castres Widzów: 6 500 Sędzia: Alan Lewis |
| 9 grudnia 200520:30 | Mathieu Barrau                                      | 16:20(7:10) | Sililo Martens                                                     | Stade Pierre-Antoine, Castres Widzów: 6 500 Sędzia: Alan Lewis |

| 10 grudnia 200513:00 | Dragons                                 | 8:24(3:17) | Munster                                                                              | Rodney Parade, Newport Widzów: 8 323 Sędzia: Tony Spreadbury |
| 10 grudnia 200513:00 | Craig Warlow 3 (K) Gareth Chapman 5 (P) | 8:24(3:17) | Denis Leamy 5 (P) Marcus Horan 5 (P) Mossie Lawlor 3 (dg) Ronan O’Gara 11 (pd dg 2K) | Rodney Parade, Newport Widzów: 8 323 Sędzia: Tony Spreadbury |
| 10 grudnia 200513:00 | Sione Tuipulotu                         | 8:24(3:17) | Barry Murphy                                                                         | Rodney Parade, Newport Widzów: 8 323 Sędzia: Tony Spreadbury |

| 16 grudnia 200520:00 | Sale Sharks | 35:3(16:3) | Castres | Edgeley Park, Stockport Widzów: 9 246 Sędzia: Malcolm Changleng |
| 16 grudnia 200520:00 |             | 35:3(16:3) |         | Edgeley Park, Stockport Widzów: 9 246 Sędzia: Malcolm Changleng |

| 17 grudnia 200517:15 | Munster                                                                                 | 30:18(10:8) | Dragons                                                     | Thomond Park, Limerick Widzów: 13 200 Sędzia: Chris White |
| 17 grudnia 200517:15 | Anthony Foley 5 (P) Jerry Flannery 5 (P) Mick O’Driscoll 5 (P) Ronan O’Gara 15 (3pd 3K) | 30:18(10:8) | Ceri Sweeney 8 (pd 2K) Kevin Morgan 5 (P) Steve Jones 5 (P) | Thomond Park, Limerick Widzów: 13 200 Sędzia: Chris White |
| 17 grudnia 200517:15 | Marcus Horan                                                                            | 30:18(10:8) | Steve Jones                                                 | Thomond Park, Limerick Widzów: 13 200 Sędzia: Chris White |

| 13 stycznia 200620:40 | Castres                       | 9:46(9:13) | Munster | Stade Pierre-Antoine, Castres Widzów: 9 423 Sędzia: Chris White |
| 13 stycznia 200620:40 | Laurent Marticorena 9 (3K)    | 9:46(9:13) | Jeremy Manning 2 (pd) John Kelly 5 (P) Marcus Horan 5 (P) Paul O’Connell 10 (2P) Ronan O’Gara 9 (3pd K) Shaun Payne 5 (P) Tomás O’Leary 10 (2P) | Stade Pierre-Antoine, Castres Widzów: 9 423 Sędzia: Chris White |
| 13 stycznia 200620:40 | Jeremy Castex · Romain Teulet | 9:46(9:13) | | Stade Pierre-Antoine, Castres Widzów: 9 423 Sędzia: Chris White |

| 15 stycznia 200613:00 | Sale Sharks                                                             | 30:10(18:5) | Dragons                                     | Edgeley Park, Stockport Widzów: 8 481 Sędzia: Rob Dickson |
| 15 stycznia 200613:00 | Charlie Hodgson 15 (P 2pd 2K) Mark Cueto 10 (2P) Sebastien Chabal 5 (P) | 30:10(18:5) | Richard Fussell 5 (P) Sione Tuipulotu 5 (P) | Edgeley Park, Stockport Widzów: 8 481 Sędzia: Rob Dickson |

| 21 stycznia 200617:15 | Munster                                                                                              | 31:9(24:9) | Sale Sharks                           | Thomond Park, Limerick Widzów: 13 200 Sędzia: Joël Jutge |
| 21 stycznia 200617:15 | Anthony Foley 5 (P) Barry Murphy 5 (P) David Wallace 5 (P) Ian Dowling 5 (P) Ronan O’Gara 11 (4pd K) | 31:9(24:9) | Charlie Hodgson 9 (3K)                | Thomond Park, Limerick Widzów: 13 200 Sędzia: Joël Jutge |
| 21 stycznia 200617:15 | Marcus Horan                                                                                         | 31:9(24:9) | Chris Jones · Ignacio Fernández Lobbe | Thomond Park, Limerick Widzów: 13 200 Sędzia: Joël Jutge |

| 21 stycznia 200617:15 | Dragons                                                                                          | 28:17(20:0) | Castres                                                           | Rodney Parade, Newport Widzów: 4 475 Sędzia: Malcolm Changleng |
| 21 stycznia 200617:15 | Ceri Sweeney 5 (P) Craig Warlow 8 (P K) Ian Gough 5 (P) Jamie Ringer 5 (P) Richard Fussell 5 (P) | 28:17(20:0) | Philip Christophers 5 (P) Romain Teulet 7 (2pd K) Yann Fior 5 (P) | Rodney Parade, Newport Widzów: 4 475 Sędzia: Malcolm Changleng |
| 21 stycznia 200617:15 | Nicolas Spanghero                                                                                | 28:17(20:0) |                                                                   | Rodney Parade, Newport Widzów: 4 475 Sędzia: Malcolm Changleng |

### Grupa B
| 22 października 200513:00 | Cardiff Blues                                                                                | 40:13(6:13) | Leeds Tykes                                                    | Cardiff Arms Park, Cardiff Widzów: 8 522 Sędzia: Rob Dickson |
| 22 października 200513:00 | Gareth Williams 10 (2P) John Yapp 5 (P) Nicky Robinson 20 (4pd 4K) Robin Sowden-Taylor 5 (P) | 40:13(6:13) | Andre Snyman 5 (P) Gordon Ross 5 (pd K) Justin Marshall 3 (dg) | Cardiff Arms Park, Cardiff Widzów: 8 522 Sędzia: Rob Dickson |

| 22 października 200514:00 | Calvisano              | 6:25(6:5) | Perpignan | Stadio San Michele, Calvisano Widzów: 1 800 Sędzia: Malcolm Changleng |
| 22 października 200514:00 | Herkules Kruger 6 (2K) | 6:25(6:5) | Christophe Manas 5 (P) Nicolas Laharrague 8 (pd dg K) Ramiro Pez 2 (pd) Viliami Vaki 5 (P) Vincent Debaty 5 (P) | Stadio San Michele, Calvisano Widzów: 1 800 Sędzia: Malcolm Changleng |
| 22 października 200514:00 | Milton Ngauamo         | 6:25(6:5) | | Stadio San Michele, Calvisano Widzów: 1 800 Sędzia: Malcolm Changleng |

| 28 października 200520:00 | Leeds Tykes                                                                                        | 33:16(11:13) | Calvisano                                              | Headingley Stadium, Leeds Widzów: 2 625 Sędzia: Eric Darriere |
| 28 października 200520:00 | Gordon Ross 13 (2pd 3K) Rayno Gerber 5 (P) Rob Rawlinson 5 (P) Tim Stimpson 5 (P) Tom Palmer 5 (P) | 33:16(11:13) | Herkules Kruger 11 (pd 3K) Jacobus van Schalkwyk 5 (P) | Headingley Stadium, Leeds Widzów: 2 625 Sędzia: Eric Darriere |
| 28 października 200520:00 | Maurizio Zaffiri                                                                                   | 33:16(11:13) |                                                        | Headingley Stadium, Leeds Widzów: 2 625 Sędzia: Eric Darriere |

| 28 października 200520:30 | Perpignan | 37:14(25:0) | Cardiff Blues                                                               | Stade Aimé Giral, Perpignan Widzów: 13 000 Sędzia: Alan Lewis |
| 28 października 200520:30 | Christophe Manas 5 (P) Gavin Hume 5 (P) Nicolas Durand 5 (P) Nicolas Laharrague 12 (3pd 2K) Ovidiu Tonita 5 (P) Samueli Naulu 5 (P) | 37:14(25:0) | Jamie Robinson 5 (P) Nicky Robinson 4 (2pd) T. Rhys Thomas 5 (P) Error 2042 | Stade Aimé Giral, Perpignan Widzów: 13 000 Sędzia: Alan Lewis |
| 28 października 200520:30 | David Marty | 37:14(25:0) |                                                                             | Stade Aimé Giral, Perpignan Widzów: 13 000 Sędzia: Alan Lewis |

| 10 grudnia 200514:00 | Calvisano                                   | 10:25(10:13) | Cardiff Blues                                                                                            | Stadio San Michele, Calvisano Widzów: 4 500 Sędzia: Malcolm Changleng |
| 10 grudnia 200514:00 | Apenise Vodo 5 (P) Herkules Kruger 5 (pd K) | 10:25(10:13) | Chris Czekaj 5 (P) Martyn Williams 5 (P) Nicky Robinson 5 (pd K) Rhys Williams 5 (P) Robert Sidoli 5 (P) | Stadio San Michele, Calvisano Widzów: 4 500 Sędzia: Malcolm Changleng |
| 10 grudnia 200514:00 | Martin Castrogiovanni                       | 10:25(10:13) | | Stadio San Michele, Calvisano Widzów: 4 500 Sędzia: Malcolm Changleng |

| 11 grudnia 200514:30 | Leeds Tykes                                                            | 21:20(8:10) | Perpignan                                                                           | Headingley Stadium, Leeds Widzów: 3 053 Sędzia: Nigel Owens |
| 11 grudnia 200514:30 | Gordon Bulloch 5 (P) Gordon Ross 11 (pd dg 2K) Roland de Marigny 5 (P) | 21:20(8:10) | Jean-Philippe Grandclaude 5 (P) Nicolas Durand 5 (P) Nicolas Laharrague 10 (2pd 2K) | Headingley Stadium, Leeds Widzów: 3 053 Sędzia: Nigel Owens |
| 11 grudnia 200514:30 | Christophe Manas                                                       | 21:20(8:10) |                                                                                     | Headingley Stadium, Leeds Widzów: 3 053 Sędzia: Nigel Owens |

| 17 grudnia 200515:00 | Cardiff Blues | 43:16(22:8) | Calvisano | Cardiff Arms Park, Cardiff Widzów: 11 764 Sędzia: Christophe Berdos |
| 17 grudnia 200515:00 |               | 43:16(22:8) |           | Cardiff Arms Park, Cardiff Widzów: 11 764 Sędzia: Christophe Berdos |

| 17 grudnia 200518:30 | Perpignan                                      | 12:8(7:8) | Leeds Tykes                           | Stade Aimé Giral, Perpignan Widzów: 11 800 Sędzia: Hugh Watkins |
| 17 grudnia 200518:30 | Julien Laharrague 2 (pd) Samueli Naulu 10 (2P) | 12:8(7:8) | David Doherty 5 (P) Gordon Ross 3 (K) | Stade Aimé Giral, Perpignan Widzów: 11 800 Sędzia: Hugh Watkins |

| 14 stycznia 200613:00 | Cardiff Blues      | 3:21(3:5) | Perpignan                                                                       | Cardiff Arms Park, Cardiff Widzów: 11 462 Sędzia: Tony Spreadbury |
| 14 stycznia 200613:00 | Nick MacLeod 3 (K) | 3:21(3:5) | David Marty 5 (P) Jean-Philippe Grandclaude 5 (P) Nicolas Laharrague 11 (pd 3K) | Cardiff Arms Park, Cardiff Widzów: 11 462 Sędzia: Tony Spreadbury |

| 15 stycznia 200600:00 | Calvisano | 0:20(0:0) | Leeds Tykes | Stadio San Michele, Calvisano Sędzia: George Clancy |
| 15 stycznia 200600:00 |           | 0:20(0:0) |             | Stadio San Michele, Calvisano Sędzia: George Clancy |

| 22 stycznia 200613:00 | Leeds Tykes | 48:3(24:3) | Cardiff Blues      | Headingley Stadium, Leeds Widzów: 7 144 Sędzia: Christophe Berdos |
| 22 stycznia 200613:00 | Andre Snyman 10 (2P) David Doherty 5 (P) Gordon Ross 10 (5pd) Justin Marshall 8 (P dg) Tom Biggs 5 (P) Tom Palmer 5 (P) | 48:3(24:3) | Nick MacLeod 3 (K) | Headingley Stadium, Leeds Widzów: 7 144 Sędzia: Christophe Berdos |
| 22 stycznia 200613:00 | Gavin Kerr | 48:3(24:3) | Mike Phillips      | Headingley Stadium, Leeds Widzów: 7 144 Sędzia: Christophe Berdos |

| 22 stycznia 200614:00 | Perpignan | 45:0(31:0) | Calvisano | Stade Aimé Giral, Perpignan Widzów: 11 500 Sędzia: David Changleng |
| 22 stycznia 200614:00 | Bernard Goutta 5 (P) Christophe Manas 10 (2P) Frédéric Cermeno 5 (P) Manny Edmonds 5 (P) Matthieu Bourret 9 (P 2pd) Nicolas Laharrague 11 (4pd K) | 45:0(31:0) |           | Stade Aimé Giral, Perpignan Widzów: 11 500 Sędzia: David Changleng |
| 22 stycznia 200614:00 | Pablo Canavosio | 45:0(31:0) |           | Stade Aimé Giral, Perpignan Widzów: 11 500 Sędzia: David Changleng |

### Grupa C
| 22 października 200514:45 | Leicester Tigers | 57:23(29:9) | Clermont                                                                                       | Welford Road, Leicester Widzów: 16 815 Sędzia: Alan Lewis |
| 22 października 200514:45 | Andy Goode 32 (P 6pd 5K) Geordan Murphy 5 (P) George Chuter 5 (P) Harry Ellis 5 (P) Leon Lloyd 5 (P) Tom Varndell 5 (P) | 57:23(29:9) | Craig McMullen 5 (pd K) Jean-Baptiste Dambielle 8 (pd 2K) Martin Scelzo 5 (P) Tony Marsh 5 (P) | Welford Road, Leicester Widzów: 16 815 Sędzia: Alan Lewis |
| 22 października 200514:45 | Ben Kay | 57:23(29:9) | Jean-Baptiste Dambielle                                                                        | Welford Road, Leicester Widzów: 16 815 Sędzia: Alan Lewis |

| 23 października 200515:00 | Ospreys                                                      | 13:8(10:3) | Stade Français                                 | Liberty Stadium, Swansea Widzów: 9 408 Sędzia: Tony Spreadbury |
| 23 października 200515:00 | Matthew Jones 3 (K) Shaun Connor 5 (pd K) Sonny Parker 5 (P) | 13:8(10:3) | Juan Martín Hernández 3 (K) Lucas Borges 5 (P) | Liberty Stadium, Swansea Widzów: 9 408 Sędzia: Tony Spreadbury |

| 29 października 200514:00 | Stade Français        | 12:6(3:3) | Leicester Tigers  | Stade Sébastien Charléty, Paryż Widzów: 19 700 Sędzia: Donal Courtney |
| 29 października 200514:00 | Jerome Fillol 12 (4K) | 12:6(3:3) | Andy Goode 6 (2K) | Stade Sébastien Charléty, Paryż Widzów: 19 700 Sędzia: Donal Courtney |
| 29 października 200514:00 | Ben Kay               | 12:6(3:3) |                   | Stade Sébastien Charléty, Paryż Widzów: 19 700 Sędzia: Donal Courtney |

| 30 października 200516:00 | Clermont                                                                                    | 34:14(20:14) | Ospreys                                     | Stade Marcel-Michelin, Clermont-Ferrand Widzów: 11 000 Sędzia: Rob Dickson |
| 30 października 200516:00 | Alexandre Audebert 5 (P) Breyton Paulse 5 (P) Sam Broomhall 5 (P) Stephen Jones 14 (4pd 2K) | 34:14(20:14) | Shane Williams 5 (P) Shaun Connor 9 (dg 2K) | Stade Marcel-Michelin, Clermont-Ferrand Widzów: 11 000 Sędzia: Rob Dickson |

| 10 grudnia 200516:00 | Clermont                          | 12:16(12:7) | Stade Français                                                            | Stade Marcel-Michelin, Clermont-Ferrand Widzów: 11 000 Sędzia: Chris White |
| 10 grudnia 200516:00 | Anthony Floch 12 (4K)             | 12:16(12:7) | Alain Penaud 3 (dg) Ignacio Corleto 5 (P) Juan Martín Hernández 8 (pd 2K) | Stade Marcel-Michelin, Clermont-Ferrand Widzów: 11 000 Sędzia: Chris White |
| 10 grudnia 200516:00 | Christophe Dominici · Rémy Martin | 12:16(12:7) |                                                                           | Stade Marcel-Michelin, Clermont-Ferrand Widzów: 11 000 Sędzia: Chris White |

| 11 grudnia 200515:00 | Leicester Tigers                                                                                    | 30:12(6:12) | Ospreys                                                      | Welford Road, Leicester Widzów: 16 815 Sędzia: Joël Jutge |
| 11 grudnia 200515:00 | Andy Goode 10 (2pd 2K) Austin Healey 5 (P) Brett Deacon 5 (P) George Chuter 5 (P) Harry Ellis 5 (P) | 30:12(6:12) | Adrian Cashmore 5 (P) Shaun Connor 2 (pd) Sonny Parker 5 (P) | Welford Road, Leicester Widzów: 16 815 Sędzia: Joël Jutge |

| 17 grudnia 200518:00 | Stade Français | 47:28(17:13) | Clermont                                                                                     | Stade Jean-Bouin, Paryż Widzów: 12 000 Sędzia: Dave Pearson |
| 17 grudnia 200518:00 | Benjamin Kayser 5 (P) Jerome Fillol 5 (P) Juan Martín Hernández 17 (4pd 3K) Lucas Borges 10 (2P) Pierre Rabadan 5 (P) Rodrigo Roncero 5 (P) | 47:28(17:13) | Aurélien Rougerie 5 (P) Breyton Paulse 5 (P) Loic Jacquet 5 (P) Stephen Jones 13 (2pd dg 2K) | Stade Jean-Bouin, Paryż Widzów: 12 000 Sędzia: Dave Pearson |

| 18 grudnia 200513:00 | Ospreys                                       | 15:17(10:3) | Leicester Tigers                                        | Liberty Stadium, Swansea Widzów: 11 488 Sędzia: Alain Rolland |
| 18 grudnia 200513:00 | Barry Williams 5 (P) Shaun Connor 10 (P pd K) | 15:17(10:3) | Andy Goode 7 (2pd K) Dan Hipkiss 5 (P) Leon Lloyd 5 (P) | Liberty Stadium, Swansea Widzów: 11 488 Sędzia: Alain Rolland |
| 18 grudnia 200513:00 | Louis Deacon · Ollie Smith                    | 15:17(10:3) |                                                         | Liberty Stadium, Swansea Widzów: 11 488 Sędzia: Alain Rolland |

| 14 stycznia 200617:00 | Ospreys                                                                  | 26:12(20:7) | Clermont                                                             | Liberty Stadium, Swansea Widzów: 7 204 Sędzia: Carlo Damasco |
| 14 stycznia 200617:00 | Adrian Cashmore 16 (2pd 4K) Richard Mustoe 5 (P) Stefan Terblanche 5 (P) | 26:12(20:7) | Craig McMullen 2 (pd) Pierre-Manuel Garcia 5 (P) Sam Broomhall 5 (P) | Liberty Stadium, Swansea Widzów: 7 204 Sędzia: Carlo Damasco |
| 14 stycznia 200617:00 | Shaun Connor                                                             | 26:12(20:7) |                                                                      | Liberty Stadium, Swansea Widzów: 7 204 Sędzia: Carlo Damasco |

| 15 stycznia 200615:00 | Leicester Tigers                                            | 29:22(9:12) | Stade Français                                                                                     | Welford Road, Leicester Widzów: 16 815 Sędzia: Alan Lewis |
| 15 stycznia 200615:00 | Andy Goode 19 (2pd 5K) Dan Hipkiss 5 (P) Louis Deacon 5 (P) | 29:22(9:12) | David Skrela 11 (pd 3K) Ignacio Corleto 3 (dg) Juan Martín Hernández 3 (dg) Mirco Bergamasco 5 (P) | Welford Road, Leicester Widzów: 16 815 Sędzia: Alan Lewis |

| 20 stycznia 200620:30 | Clermont                                                                                    | 27:40(13:22) | Leicester Tigers                                                                       | Stade Marcel-Michelin, Clermont-Ferrand Widzów: 10 000 Sędzia: Alain Rolland |
| 20 stycznia 200620:30 | Alexandre Audebert 5 (P) Anthony Floch 5 (P) Breyton Paulse 5 (P) Stephen Jones 12 (3pd 2K) | 27:40(13:22) | Andy Goode 13 (2pd dg 2K) Dan Hipkiss 5 (P) Ross Broadfoot 2 (pd) Tom Varndell 20 (4P) | Stade Marcel-Michelin, Clermont-Ferrand Widzów: 10 000 Sędzia: Alain Rolland |
| 20 stycznia 200620:30 | Brice Miguel                                                                                | 27:40(13:22) |                                                                                        | Stade Marcel-Michelin, Clermont-Ferrand Widzów: 10 000 Sędzia: Alain Rolland |

| 20 stycznia 200620:30 | Stade Français | 43:10(29:3) | Ospreys                                   | Stade Jean-Bouin, Paryż Widzów: 12 000 Sędzia: Chris White |
| 20 stycznia 200620:30 | Alain Penaud 5 (P) Benjamin Kayser 5 (P) David Skrela 9 (P 2pd) Juan Martín Hernández 9 (P 2pd) Sylvain Marconnet 5 (P) Yohan Montes 10 (2P) | 43:10(29:3) | Matthew Jones 7 (P pd) Shaun Connor 3 (K) | Stade Jean-Bouin, Paryż Widzów: 12 000 Sędzia: Chris White |

### Grupa D
| 21 października 200519:30 | Ulster                                                                                             | 27:0(10:0) | Benetton     | Ravenhill Stadium, Belfast Widzów: 12 252 Sędzia: Jean-Pierre Mathieu |
| 21 października 200519:30 | David Humphreys 7 (2pd K) Kevin Maggs 5 (P) Neil Best 5 (P) Neil McMillan 5 (P) Roger Wilson 5 (P) | 27:0(10:0) |              | Ravenhill Stadium, Belfast Widzów: 12 252 Sędzia: Jean-Pierre Mathieu |
| 21 października 200519:30 | Justin Fitzpatrick · Roger Wilson                                                                  | 27:0(10:0) | Fabio Ongaro | Ravenhill Stadium, Belfast Widzów: 12 252 Sędzia: Jean-Pierre Mathieu |

| 23 października 200515:00 | Saracens                                                         | 22:10(10:0) | Biarritz                                           | Vicarage Road, Watford Widzów: 11 167 Sędzia: Nigel Owens |
| 23 października 200515:00 | Ben Johnston 5 (P) Glen Jackson 14 (pd dg 3K) Hugh Vyvyan 3 (dg) | 22:10(10:0) | Dimitri Yachvili 5 (pd K) Julien Peyrelongue 5 (P) | Vicarage Road, Watford Widzów: 11 167 Sędzia: Nigel Owens |
| 23 października 200515:00 | Denis Avril                                                      | 22:10(10:0) |                                                    | Vicarage Road, Watford Widzów: 11 167 Sędzia: Nigel Owens |

| 29 października 200514:00 | Benetton                                                                | 17:30(10:17) | Saracens                                     | Stadio comunale di Monigo, Treviso Widzów: 3 000 Sędzia: David Changleng |
| 29 października 200514:00 | Brendan Williams 5 (P) Marthinus Smith 7 (2pd K) Pablo Calanchini 5 (P) | 17:30(10:17) | Glen Jackson 15 (3pd 3K) Hugh Vyvyan 10 (2P) | Stadio comunale di Monigo, Treviso Widzów: 3 000 Sędzia: David Changleng |
| 29 października 200514:00 | Alvaro Tejeda · Dion Kingi                                              | 17:30(10:17) |                                              | Stadio comunale di Monigo, Treviso Widzów: 3 000 Sędzia: David Changleng |

| 29 października 200516:00 | Biarritz | 33:19(20:11) | Ulster                                                  | Parc des Sports Aguiléra, Biarritz Widzów: 6 000 Sędzia: Nigel Whitehouse |
| 29 października 200516:00 | Dimitri Yachvili 10 (2pd 2K) Jean-Baptiste Gobelet 5 (P) Julien Peyrelongue 3 (dg) Petru Balan 5 (P) Philippe Bidabe 10 (2P) | 33:19(20:11) | David Humphreys 9 (3K) Neil Best 5 (P) Simon Best 5 (P) | Parc des Sports Aguiléra, Biarritz Widzów: 6 000 Sędzia: Nigel Whitehouse |

| 9 grudnia 200519:30 | Ulster                                     | 19:10(3:7) | Saracens                 | Ravenhill Stadium, Belfast Widzów: 12 300 Sędzia: Eric Darriere |
| 9 grudnia 200519:30 | David Humphreys 14 (pd 4K) Rory Best 5 (P) | 19:10(3:7) | Glen Jackson 10 (P pd K) | Ravenhill Stadium, Belfast Widzów: 12 300 Sędzia: Eric Darriere |
| 9 grudnia 200519:30 | Matt Cairns · Thomas Castaignede           | 19:10(3:7) |                          | Ravenhill Stadium, Belfast Widzów: 12 300 Sędzia: Eric Darriere |

| 11 grudnia 200516:05 | Biarritz | 34:7(15:0) | Benetton                                    | Parc des Sports Aguiléra, Biarritz Widzów: 4 500 Sędzia: George Clancy |
| 11 grudnia 200516:05 | Benjamin Noirot 5 (P) Didier Chouchan 5 (P) Dimitri Yachvili 9 (3pd K) Jean-Baptiste Gobelet 5 (P) Nicolas Brusque 5 (P) Sireli Bobo 5 (P) | 34:7(15:0) | Brendan Williams 5 (P) Marius Goosen 2 (pd) | Parc des Sports Aguiléra, Biarritz Widzów: 4 500 Sędzia: George Clancy |

| 17 grudnia 200513:00 | Saracens | 18:10(12:7) | Ulster | Vicarage Road, Watford Widzów: 8 571 Sędzia: Joël Jutge |
| 17 grudnia 200513:00 |          | 18:10(12:7) |        | Vicarage Road, Watford Widzów: 8 571 Sędzia: Joël Jutge |

| 17 grudnia 200514:00 | Benetton | 24:38(12:14) | Biarritz | Stadio comunale di Monigo, Treviso Widzów: 2 500 Sędzia: Rob Dickson |
| 17 grudnia 200514:00 | Antonio Pavanello 5 (P) Brendan Williams 5 (P) Marius Goosen 7 (P pd) Salvatore Garozzo 5 (P) Stuart Legg 2 (pd) | 24:38(12:14) | Benoit August 5 (P) Dimitri Yachvili 8 (4pd) Philippe Bidabe 5 (P) Sireli Bobo 10 (2P) Thomas Lievremont 10 (2P) | Stadio comunale di Monigo, Treviso Widzów: 2 500 Sędzia: Rob Dickson |
| 17 grudnia 200514:00 | Salvatore Costanzo                                                                                               | 24:38(12:14) | David Couzinet                                                                                                   | Stadio comunale di Monigo, Treviso Widzów: 2 500 Sędzia: Rob Dickson |

| 13 stycznia 200619:30 | Ulster                                | 8:24(5:8) | Biarritz                                                                                  | Ravenhill Stadium, Belfast Widzów: 12 300 Sędzia: Dave Pearson |
| 13 stycznia 200619:30 | David Humphreys 3 (K) Rory Best 5 (P) | 8:24(5:8) | Dimitri Yachvili 11 (pd 3K) Julien Peyrelongue 3 (dg) Petru Balan 5 (P) Sireli Bobo 5 (P) | Ravenhill Stadium, Belfast Widzów: 12 300 Sędzia: Dave Pearson |
| 13 stycznia 200619:30 | Justin Harrison                       | 8:24(5:8) | Jérôme Thion · Thierry Dusautoir                                                          | Ravenhill Stadium, Belfast Widzów: 12 300 Sędzia: Dave Pearson |

| 15 stycznia 200615:00 | Saracens                                                                                                  | 35:30(32:21) | Benetton                                                             | Vicarage Road, Watford Widzów: 5 712 Sędzia: Malcolm Changleng |
| 15 stycznia 200615:00 | Dan Harris 5 (P) Dan Scarbrough 5 (P) Glen Jackson 15 (3pd 3K) Kevin Yates 5 (P) Mark Bartholomeusz 5 (P) | 35:30(32:21) | Brendan Williams 5 (P) Marius Goosen 22 (P pd 5K) Stuart Legg 3 (dg) | Vicarage Road, Watford Widzów: 5 712 Sędzia: Malcolm Changleng |
| 15 stycznia 200615:00 | Fabio Ongaro · Simon Picone                                                                               | 35:30(32:21) |                                                                      | Vicarage Road, Watford Widzów: 5 712 Sędzia: Malcolm Changleng |

| 21 stycznia 200616:00 | Benetton                                                                              | 26:43(14:21) | Ulster                                                                                      | Stadio comunale di Monigo, Treviso Widzów: 3 500 Sędzia: Wayne Barnes |
| 21 stycznia 200616:00 | Alvaro Tejeda 10 (2P) Brendan Williams 5 (P) Marius Goosen 6 (3pd) Scott Palmer 5 (P) | 26:43(14:21) | Andrew Maxwell 15 (3P) Andrew Trimble 10 (2P) Paddy Wallace 5 (P) Paul Steinmetz 13 (5pd K) | Stadio comunale di Monigo, Treviso Widzów: 3 500 Sędzia: Wayne Barnes |
| 21 stycznia 200616:00 | Silvio Orlando                                                                        | 26:43(14:21) | Andrew Trimble · Neil Best                                                                  | Stadio comunale di Monigo, Treviso Widzów: 3 500 Sędzia: Wayne Barnes |

| 21 stycznia 200616:00 | Biarritz | 43:13(19:13) | Saracens                                 | Parc des Sports Aguiléra, Biarritz Widzów: 7 000 Sędzia: Alan Lewis |
| 21 stycznia 200616:00 | Benoit August 5 (P) Dimitri Yachvili 11 (4pd K) Federico Aramburu 5 (P) Jean-Baptiste Gobelet 5 (P) Julien Dupuy 2 (pd) Julien Peyrelongue 5 (P) Nicolas Brusque 5 (P) Philippe Bidabe 5 (P) | 43:13(19:13) | Glen Jackson 8 (pd 2K) Kevin Yates 5 (P) | Parc des Sports Aguiléra, Biarritz Widzów: 7 000 Sędzia: Alan Lewis |
| 21 stycznia 200616:00 | Kevin Sorrell · Simon Raiwalui | 43:13(19:13) |                                          | Parc des Sports Aguiléra, Biarritz Widzów: 7 000 Sędzia: Alan Lewis |

### Grupa E
| 21 października 200520:30 | Bourgoin-Jallieu                                                 | 16:3(3:3) | Glasgow         | Stade Pierre Rajon, Bourgoin-Jallieu Widzów: 7 000 Sędzia: Dave Pearson |
| 21 października 200520:30 | Benjamin Boyet 8 (pd 2K) David Janin 5 (P) Nicolas Carmona 3 (K) | 16:3(3:3) | Dan Parks 3 (K) | Stade Pierre Rajon, Bourgoin-Jallieu Widzów: 7 000 Sędzia: Dave Pearson |

| 22 października 200517:15 | Leinster                         | 19:22(13:9) | Bath                                                             | RDS Arena, Dublin Widzów: 13 152 Sędzia: Nigel Whitehouse |
| 22 października 200517:15 | Felipe Contepomi 19 (P pd dg 3K) | 19:22(13:9) | Andrew Beattie 5 (P) Chris Malone 3 (dg) Olly Barkley 14 (pd 4K) | RDS Arena, Dublin Widzów: 13 152 Sędzia: Nigel Whitehouse |
| 22 października 200517:15 | David Blaney                     | 19:22(13:9) |                                                                  | RDS Arena, Dublin Widzów: 13 152 Sędzia: Nigel Whitehouse |

| 29 października 200514:15 | Bath | 39:12(16:9) | Bourgoin-Jallieu                              | The Recreation Ground, Bath Widzów: 10 350 Sędzia: Nigel Owens |
| 29 października 200514:15 | Danny Grewcock 5 (P) James Hudson 5 (P) Matt Stevens 5 (P) Olly Barkley 19 (2pd 5K) Steve Borthwick 5 (P) | 39:12(16:9) | Alexandre Peclier 9 (3K) Benjamin Boyet 3 (K) | The Recreation Ground, Bath Widzów: 10 350 Sędzia: Nigel Owens |
| 29 października 200514:15 | Glenn Davis · Jean-Francois Coux                                                                          | 39:12(16:9) |                                               | The Recreation Ground, Bath Widzów: 10 350 Sędzia: Nigel Owens |

| 30 października 200513:00 | Glasgow                                                                            | 20:33(8:16) | Leinster                                                                                 | Hughenden, Glasgow Widzów: 1 907 Sędzia: Chris White |
| 30 października 200513:00 | Andrew Henderson 5 (P) Colin Gregor 2 (pd) Dan Parks 3 (K) Graeme Morrison 10 (2P) | 20:33(8:16) | Ciaran Potts 5 (P) Felipe Contepomi 18 (P 2pd 3K) Gordon D’Arcy 5 (P) Kieran Lewis 5 (P) | Hughenden, Glasgow Widzów: 1 907 Sędzia: Chris White |

| 10 grudnia 200514:15 | Bath | 31:26(23:23) | Glasgow                                                           | The Recreation Ground, Bath Widzów: 10 200 Sędzia: Christophe Berdos |
| 10 grudnia 200514:15 | Frikkie Welsh 5 (P) Michael Lipman 5 (P) Michael Stephenson 5 (P) Olly Barkley 11 (pd 3K) Salesi Finau 5 (P) | 31:26(23:23) | Andrew Henderson 5 (P) Colin Gregor 3 (K) Dan Parks 18 (P 2pd 3K) | The Recreation Ground, Bath Widzów: 10 200 Sędzia: Christophe Berdos |
| 10 grudnia 200514:15 | Peter Short                                                                                                  | 31:26(23:23) | Graeme Morrison                                                   | The Recreation Ground, Bath Widzów: 10 200 Sędzia: Christophe Berdos |

| 10 grudnia 200517:15 | Leinster | 53:7(27:0) | Bourgoin-Jallieu                           | RDS Arena, Dublin Widzów: 11 133 Sędzia: Rob Dickson |
| 10 grudnia 200517:15 | Cameron Jowitt 5 (P) Felipe Contepomi 23 (P 6pd 2K) Gordon D’Arcy 5 (P) Jamie Heaslip 5 (P) Keith Gleeson 5 (P) Rob Kearney 10 (2P) | 53:7(27:0) | Alexandre Peclier 2 (pd) Glenn Davis 5 (P) | RDS Arena, Dublin Widzów: 11 133 Sędzia: Rob Dickson |
| 10 grudnia 200517:15 | Julien Pierre | 53:7(27:0) |                                            | RDS Arena, Dublin Widzów: 11 133 Sędzia: Rob Dickson |

| 16 grudnia 200519:30 | Glasgow                                | 10:29(3:10) | Bath | Firhill Stadium, Glasgow Widzów: 1 759 Sędzia: George Clancy |
| 16 grudnia 200519:30 | Dan Parks 5 (pd K) Kevin Tkachuk 5 (P) | 10:29(3:10) | Danny Grewcock 5 (P) Michael Stephenson 5 (P) Nick Walshe 5 (P) Olly Barkley 9 (3pd K) Tom Cheeseman 5 (P) | Firhill Stadium, Glasgow Widzów: 1 759 Sędzia: George Clancy |
| 16 grudnia 200519:30 | Tim Barker                             | 10:29(3:10) | | Firhill Stadium, Glasgow Widzów: 1 759 Sędzia: George Clancy |

| 17 grudnia 200516:00 | Bourgoin-Jallieu | 30:28(15:13) | Leinster | Stade Pierre Rajon, Bourgoin-Jallieu Widzów: 6 800 Sędzia: Tony Spreadbury |
| 17 grudnia 200516:00 |                  | 30:28(15:13) |          | Stade Pierre Rajon, Bourgoin-Jallieu Widzów: 6 800 Sędzia: Tony Spreadbury |

| 13 stycznia 200620:30 | Bourgoin-Jallieu         | 9:22(6:3) | Bath                                                                                | Stade Pierre Rajon, Bourgoin-Jallieu Widzów: 7 500 Sędzia: Alain Rolland |
| 13 stycznia 200620:30 | Alexandre Peclier 9 (3K) | 9:22(6:3) | Frikkie Welsh 5 (P) Michael Lipman 5 (P) Olly Barkley 7 (2pd K) Tom Cheeseman 5 (P) | Stade Pierre Rajon, Bourgoin-Jallieu Widzów: 7 500 Sędzia: Alain Rolland |

| 14 stycznia 200617:15 | Leinster | 46:22(25:10) | Glasgow                                                                                        | RDS Arena, Dublin Widzów: 12 443 Sędzia: Joël Jutge |
| 14 stycznia 200617:15 | Brian O’Driscoll 10 (2P) Cameron Jowitt 10 (2P) Denis Hickie 5 (P) Felipe Contepomi 11 (P 3pd) Girvan Dempsey 5 (P) Shane Horgan 5 (P) | 46:22(25:10) | Colin Gregor 2 (pd) Dan Parks 5 (pd K) John Barclay 5 (P) Mike Roberts 5 (P) Rory Lamont 5 (P) | RDS Arena, Dublin Widzów: 12 443 Sędzia: Joël Jutge |
| 14 stycznia 200617:15 | Reggie Corrigan | 46:22(25:10) | John Barclay                                                                                   | RDS Arena, Dublin Widzów: 12 443 Sędzia: Joël Jutge |

| 22 stycznia 200615:00 | Bath                                                                                 | 23:35(6:21) | Leinster                                                                                 | The Recreation Ground, Bath Widzów: 10 600 Sędzia: Nigel Owens |
| 22 stycznia 200615:00 | Chris Malone 4 (2pd) Matt Stevens 5 (P) Michael Stephenson 5 (P) Olly Barkley 9 (3K) | 23:35(6:21) | Brian O’Driscoll 5 (P) Felipe Contepomi 15 (P 5pd) Shane Horgan 10 (2P) Will Green 5 (P) | The Recreation Ground, Bath Widzów: 10 600 Sędzia: Nigel Owens |
| 22 stycznia 200615:00 | Andy Higgins                                                                         | 23:35(6:21) |                                                                                          | The Recreation Ground, Bath Widzów: 10 600 Sędzia: Nigel Owens |

| 22 stycznia 200615:00 | Glasgow | 50:35(22:23) | Bourgoin-Jallieu                                                                                                 | Firhill Stadium, Glasgow Widzów: 1 038 Sędzia: Tim Hayes |
| 22 stycznia 200615:00 | Andy Craig 5 (P) Colin Gregor 15 (6pd K) Dan Turner 5 (P) Graeme Morrison 5 (P) Kevin Tkachuk 5 (P) Mike Roberts 10 (2P) Rory Lamont 5 (P) | 50:35(22:23) | Alexandre Peclier 2 (pd) Anthony Forest 10 (2P) Benjamin Boyet 13 (2pd 3K) Pascal Papé 5 (P) Wessel Jooste 5 (P) | Firhill Stadium, Glasgow Widzów: 1 038 Sędzia: Tim Hayes |
| 22 stycznia 200615:00 | Andrew Henderson | 50:35(22:23) | Julien Bonnaire · Pascal Papé                                                                                    | Firhill Stadium, Glasgow Widzów: 1 038 Sędzia: Tim Hayes |

### Grupa F
| 22 października 200516:00 | Tuluza | 50:28(24:11) | Scarlets                                                                                              | Stade Ernest-Wallon, Tuluza Widzów: 17 138 Sędzia: Chris White |
| 22 października 200516:00 | Cedric Heymans 5 (P) Clément Poitrenaud 5 (P) Florian Fritz 5 (P) Gareth Thomas 5 (P) Isitolo Maka 5 (P) Jean Bouilhou 5 (P) Jean-Baptiste Élissalde 15 (6pd K) Jean-Frédéric Dubois 5 (P) | 50:28(24:11) | Dafydd James 5 (P) Gareth Bowen 11 (pd 3K) Hottie Louw 5 (P) Matthew Watkins 5 (P) Mike Hercus 2 (pd) | Stade Ernest-Wallon, Tuluza Widzów: 17 138 Sędzia: Chris White |

| 23 października 200513:00 | Edinburgh Gunners                                                    | 32:31(13:20) | London Wasps                                                                             | Murrayfield Stadium, Edynburg Widzów: 4 639 Sędzia: Christophe Berdos |
| 23 października 200513:00 | Chris Paterson 22 (P pd 5K) Hugo Southwell 5 (P) Simon Webster 5 (P) | 32:31(13:20) | Johnny O’Connor 5 (P) Josh Lewsey 5 (P) Mark van Gisbergen 16 (2pd 4K) Paul Sackey 5 (P) | Murrayfield Stadium, Edynburg Widzów: 4 639 Sędzia: Christophe Berdos |
| 23 października 200513:00 | Simon Taylor                                                         | 32:31(13:20) | Peter Bracken                                                                            | Murrayfield Stadium, Edynburg Widzów: 4 639 Sędzia: Christophe Berdos |

| 29 października 200515:00 | Scarlets                                                   | 15:13(5:7) | Edinburgh Gunners                           | Stradey Park, Llanelli Widzów: 6 375 Sędzia: Tony Spreadbury |
| 29 października 200515:00 | Alix Popham 5 (P) Dafydd Jones 5 (P) Gareth Bowen 5 (pd K) | 15:13(5:7) | Chris Paterson 8 (pd 2K) Scott Murray 5 (P) | Stradey Park, Llanelli Widzów: 6 375 Sędzia: Tony Spreadbury |

| 30 października 200515:00 | London Wasps               | 15:15(9:7) | Tuluza                                                                                          | Adams Park, High Wycombe Widzów: 10 200 Sędzia: Alain Rolland |
| 30 października 200515:00 | Mark van Gisbergen 15 (5K) | 15:15(9:7) | Frédéric Michalak 3 (dg) Gareth Thomas 5 (P) Jean-Baptiste Élissalde 2 (pd) Vincent Clerc 5 (P) | Adams Park, High Wycombe Widzów: 10 200 Sędzia: Alain Rolland |

| 10 grudnia 200516:00 | Edinburgh Gunners                         | 13:20(7:14) | Tuluza                                                                         | Murrayfield Stadium, Edynburg Widzów: 4 094 Sędzia: Dave Pearson |
| 10 grudnia 200516:00 | Chris Paterson 8 (pd 2K) Mike Blair 5 (P) | 13:20(7:14) | Frédéric Michalak 12 (dg 3K) Jean-Baptiste Élissalde 3 (K) Vincent Clerc 5 (P) | Murrayfield Stadium, Edynburg Widzów: 4 094 Sędzia: Dave Pearson |

| 11 grudnia 200513:00 | Scarlets                                                    | 21:13(3:6) | London Wasps                                              | Stradey Park, Llanelli Widzów: 7 248 Sędzia: Alain Rolland |
| 11 grudnia 200513:00 | Dafydd James 5 (P) Gareth Bowen 11 (pd 3K) Mark Jones 5 (P) | 21:13(3:6) | Alex King 6 (2K) Mark van Gisbergen 2 (pd) Tom Rees 5 (P) | Stradey Park, Llanelli Widzów: 7 248 Sędzia: Alain Rolland |
| 11 grudnia 200513:00 | Alix Popham                                                 | 21:13(3:6) | Johnny O’Connor                                           | Stradey Park, Llanelli Widzów: 7 248 Sędzia: Alain Rolland |

| 16 grudnia 200520:30 | Tuluza | 35:13(21:13) | Edinburgh Gunners                             | Stade Ernest-Wallon, Tuluza Widzów: 17 045 Sędzia: Nigel Owens |
| 16 grudnia 200520:30 | Finau Maka 5 (P) Florian Fritz 5 (P) Jean-Baptiste Élissalde 6 (3pd) Jean-Frédéric Dubois 9 (P 2pd) Romain Millo-Chluski 5 (P) Yannick Nyanga 5 (P) | 35:13(21:13) | Chris Paterson 10 (P pd K) Phil Godman 3 (dg) | Stade Ernest-Wallon, Tuluza Widzów: 17 045 Sędzia: Nigel Owens |

| 18 grudnia 200515:00 | London Wasps | 48:14(27:7) | Scarlets | Adams Park, High Wycombe Widzów: 7 157 Sędzia: Alan Lewis |
| 18 grudnia 200515:00 |              | 48:14(27:7) |          | Adams Park, High Wycombe Widzów: 7 157 Sędzia: Alan Lewis |

| 14 stycznia 200616:00 | Tuluza                                                 | 19:13(13:7) | London Wasps                                      | Stadium Municipal, Tuluza Widzów: 34 000 Sędzia: Nigel Owens |
| 14 stycznia 200616:00 | Gareth Thomas 5 (P) Jean-Baptiste Élissalde 14 (pd 4K) | 19:13(13:7) | Mark van Gisbergen 8 (pd 2K) Raphael Ibanez 5 (P) | Stadium Municipal, Tuluza Widzów: 34 000 Sędzia: Nigel Owens |
| 14 stycznia 200616:00 | Florian Fritz                                          | 19:13(13:7) | Tim Payne                                         | Stadium Municipal, Tuluza Widzów: 34 000 Sędzia: Nigel Owens |

| 14 stycznia 200617:00 | Edinburgh Gunners | 33:32(26:13) | Scarlets                                                                                      | Murrayfield Stadium, Edynburg Widzów: 2 680 Sędzia: Christophe Berdos |
| 14 stycznia 200617:00 | Andrew Kelly 5 (P) Chris Paterson 8 (4pd) Francisco Leonelli 5 (P) Hugo Southwell 5 (P) Matt Mustchin 5 (P) Mike Blair 5 (P) | 33:32(26:13) | Alix Popham 5 (P) Barry Davies 8 (P K) Lee Byrne 5 (P) Mike Hercus 9 (3pd K) Tal Selley 5 (P) | Murrayfield Stadium, Edynburg Widzów: 2 680 Sędzia: Christophe Berdos |
| 14 stycznia 200617:00 | Andrew Kelly · Hugo Southwell · Simon Taylor                                                                                 | 33:32(26:13) | Lee Byrne                                                                                     | Murrayfield Stadium, Edynburg Widzów: 2 680 Sędzia: Christophe Berdos |

| 21 stycznia 200613:00 | Scarlets                                                                                            | 42:49(23:29) | Tuluza                                                                                           | Stradey Park, Llanelli Widzów: 7 196 Sędzia: Dave Pearson |
| 21 stycznia 200613:00 | Barry Davies 10 (2P) Dwayne Peel 5 (P) Martyn Madden 5 (P) Mike Hercus 17 (4pd 3K) Regan King 5 (P) | 42:49(23:29) | Florian Fritz 5 (P) Isitolo Maka 5 (P) Jean-Baptiste Élissalde 19 (5pd 3K) Vincent Clerc 20 (4P) | Stradey Park, Llanelli Widzów: 7 196 Sędzia: Dave Pearson |
| 21 stycznia 200613:00 | Inoke Afeaki                                                                                        | 42:49(23:29) |                                                                                                  | Stradey Park, Llanelli Widzów: 7 196 Sędzia: Dave Pearson |

| 21 stycznia 200613:00 | London Wasps | 53:17(20:10) | Edinburgh Gunners                                                          | Adams Park, High Wycombe Widzów: 7 303 Sędzia: Romain Poite |
| 21 stycznia 200613:00 | Alex King 11 (P 3pd) Alistair McKenzie 5 (P) Mark van Gisbergen 17 (P 3pd 2K) Simon Shaw 5 (P) Tom Voyce 10 (2P) | 53:17(20:10) | Duncan Hodge 2 (pd) Hugo Southwell 5 (P) Rob Dewey 5 (P) Rory Lawson 5 (P) | Adams Park, High Wycombe Widzów: 7 303 Sędzia: Romain Poite |

## Faza pucharowa
|  |                  |                  |                  |                  |    |          |              |          |  |  |       |       |       |
|  | Ćwierćfinał      | Ćwierćfinał      | Ćwierćfinał      |                  |    | Półfinał | Półfinał     | Półfinał |  |  | Finał | Finał | Finał |
|  | Ćwierćfinał      | Ćwierćfinał      | Ćwierćfinał      |                  |    | Półfinał | Półfinał     | Półfinał |  |  | Finał | Finał | Finał |
|  | 02 kwietnia 2006 |                  |                  |                  |    |          |              |          |  |  |       |       |       |
|  |                  |                  |                  |                  |    |          |              |          |  |  |       |       |       |
|  | Biarritz         | Biarritz         | 11               |                  |    |          |              |          |  |  |       |       |       |
|  | Biarritz         | Biarritz         | 11               | 22 kwietnia 2006 |    |          |              |          |  |  |       |       |       |
|  | Sale Sharks      | Sale Sharks      | 6                |                  |    |          |              |          |  |  |       |       |       |
|  | Sale Sharks      | Sale Sharks      | 6                |                  |    | Biarritz | Biarritz     | 18       |  |  |       |       |       |
|  | 01 kwietnia 2006 |                  |                  |                  |    | Biarritz | Biarritz     | 18       |  |  |       |       |       |
|  |                  |                  | Bath             | Bath             | 9  |          |              |          |  |  |       |       |       |
|  | Leicester Tigers | Leicester Tigers | Bath             | Bath             | 9  | 12       |              |          |  |  |       |       |       |
|  | Leicester Tigers | Leicester Tigers |                  |                  |    | 12       | 20 maja 2006 |          |  |  |       |       |       |
|  | Bath             | Bath             | 15               |                  |    |          |              |          |  |  |       |       |       |
|  | Bath             | Bath             | 15               |                  |    | Biarritz | Biarritz     | 19       |  |  |       |       |       |
|  | 01 kwietnia 2006 |                  |                  |                  |    | Biarritz | Biarritz     | 19       |  |  |       |       |       |
|  |                  |                  | Munster          | Munster          | 23 |          |              |          |  |  |       |       |       |
|  | Tuluza           | Tuluza           | Munster          | Munster          | 23 | 35       |              |          |  |  |       |       |       |
|  | Tuluza           | Tuluza           | 23 kwietnia 2006 |                  |    | 35       |              |          |  |  |       |       |       |
|  | Leinster         | Leinster         | 41               |                  |    |          |              |          |  |  |       |       |       |
|  | Leinster         | Leinster         | 41               |                  |    | Leinster | Leinster     | 6        |  |  |       |       |       |
|  | 01 kwietnia 2006 |                  |                  |                  |    | Leinster | Leinster     | 6        |  |  |       |       |       |
|  |                  |                  | Munster          | Munster          | 30 |          |              |          |  |  |       |       |       |
|  | Munster          | Munster          | Munster          | Munster          | 30 | 19       |              |          |  |  |       |       |       |
|  | Munster          | Munster          |                  |                  |    |          |              |          |  |  |       |       |       |
|  | Perpignan        | Perpignan        | 10               |                  |    |          |              |          |  |  |       |       |       |
|  | Perpignan        | Perpignan        | 10               |                  |    |          |              |          |  |  |       |       |       |

| 2 kwietnia 200618:00 | Biarritz                                  | 11:6(11:3) | Sale Sharks            | Estadio Anoeta, San Sebastián Widzów: 32 000 Sędzia: Alan Lewis |
| 2 kwietnia 200618:00 | Dimitri Yachvili 6 (2K) Sireli Bobo 5 (P) | 11:6(11:3) | Charlie Hodgson 6 (2K) | Estadio Anoeta, San Sebastián Widzów: 32 000 Sędzia: Alan Lewis |
| 2 kwietnia 200618:00 | Dimitri Yachvili                          | 11:6(11:3) |                        | Estadio Anoeta, San Sebastián Widzów: 32 000 Sędzia: Alan Lewis |

| 1 kwietnia 200612:30 | Leicester Tigers           | 12:15(9:9) | Bath                 | Walkers Stadium, Leicester Widzów: 32 500 Sędzia: Joël Jutge |
| 1 kwietnia 200612:30 | Andy Goode 12 (4K)         | 12:15(9:9) | Chris Malone 15 (5K) | Walkers Stadium, Leicester Widzów: 32 500 Sędzia: Joël Jutge |
| 1 kwietnia 200612:30 | David Flatman · Tau Filise | 12:15(9:9) |                      | Walkers Stadium, Leicester Widzów: 32 500 Sędzia: Joël Jutge |

| 1 kwietnia 200616:00 | Tuluza                                                                                                  | 35:41(9:19) | Leinster | Stadium Municipal, Tuluza Widzów: 37 815 Sędzia: Dave Pearson |
| 1 kwietnia 200616:00 | Frédéric Michalak 3 (dg) Jean-Baptiste Élissalde 22 (2pd 6K) Yannick Jauzion 5 (P) Yannick Nyanga 5 (P) | 35:41(9:19) | Brian O’Driscoll 5 (P) Cameron Jowitt 5 (P) Denis Hickie 5 (P) Felipe Contepomi 21 (3pd 5K) Shane Horgan 5 (P) | Stadium Municipal, Tuluza Widzów: 37 815 Sędzia: Dave Pearson |

| 1 kwietnia 200617:30 | Munster                                      | 19:10(7:10) | Perpignan                    | Lansdowne Road, Dublin Widzów: 48 500 Sędzia: Nigel Whitehouse |
| 1 kwietnia 200617:30 | Paul O’Connell 5 (P) Ronan O’Gara 14 (pd 4K) | 19:10(7:10) | Matthieu Bourret 10 (P pd K) | Lansdowne Road, Dublin Widzów: 48 500 Sędzia: Nigel Whitehouse |
| 1 kwietnia 200617:30 | Nicolas Durand · Nicolas Mas                 | 19:10(7:10) |                              | Lansdowne Road, Dublin Widzów: 48 500 Sędzia: Nigel Whitehouse |

| 22 kwietnia 200616:00 | Biarritz                                       | 18:9(9:6) | Bath                | Estadio Anoeta, San Sebastián Widzów: 31 700 Sędzia: Alain Rolland |
| 22 kwietnia 200616:00 | Damien Traille 3 (dg) Dimitri Yachvili 15 (5K) | 18:9(9:6) | Chris Malone 9 (3K) | Estadio Anoeta, San Sebastián Widzów: 31 700 Sędzia: Alain Rolland |
| 22 kwietnia 200616:00 | Petru Balan                                    | 18:9(9:6) | Danny Grewcock      | Estadio Anoeta, San Sebastián Widzów: 31 700 Sędzia: Alain Rolland |

| 23 kwietnia 200615:00 | Leinster                | 6:30(3:16) | Munster                                                            | Lansdowne Road, Dublin Widzów: 47 800 Sędzia: Joël Jutge |
| 23 kwietnia 200615:00 | Felipe Contepomi 6 (2K) | 6:30(3:16) | Denis Leamy 5 (P) Ronan O’Gara 20 (P 3pd 3K) Trevor Halstead 5 (P) | Lansdowne Road, Dublin Widzów: 47 800 Sędzia: Joël Jutge |
| 23 kwietnia 200615:00 | Federico Pucciariello   | 6:30(3:16) |                                                                    | Lansdowne Road, Dublin Widzów: 47 800 Sędzia: Joël Jutge |

| 20 maja 200615:00 | Biarritz                                      | 19:23(10:17) | Munster                                                             | Millennium Stadium, Cardiff Widzów: 74 534 Sędzia: Chris White |
| 20 maja 200615:00 | Dimitri Yachvili 14 (pd 4K) Sireli Bobo 5 (P) | 19:23(10:17) | Peter Stringer 5 (P) Ronan O’Gara 13 (2pd 3K) Trevor Halstead 5 (P) | Millennium Stadium, Cardiff Widzów: 74 534 Sędzia: Chris White |